# Midshipmen de la Navy
Les Midshipmen de la Navy (en anglais, Navy Midshipmen) sont un club omnisports universitaire qui se réfère aux 33 équipes sportives féminines ou masculines représentant l'Académie navale d'Annapolis située dans le Maryland et qui participent aux compétitions universitaires organisées par la National Collegiate Athletic Association au sein de sa Division I,.
Les termes Navy Midshipmen, ou Mids en abrégé, s'appliquent tant aux sportifs masculins que féminins.
La Navy est membre de la Patriot League sauf en football américain et en hockey sur glace.
L'équipe de football américain est membre depuis 2015 de l'American Conference au sein de la NCAA Division I FBS après avoir été pendant des décennies considérée comme équipe indépendante.
La présente page est principalement dédiée au traitement du football américain au sein de l'Académie.

## Sports représentés
| Hommes (17)                                 | Femmes (12)       |
| ------------------------------------------- | ----------------- |
| Athlétisme †                                | Athlétisme †      |
| Aviron 1                                    | Aviron            |
| Baseball                                    |                   |
| Basketball                                  | Basketball        |
| Cross country                               | Cross country     |
| Football américain 2                        |                   |
| Football (soccer)                           | Football (soccer) |
| Gymnastique 3                               |                   |
| Golf                                        | Golf              |
| Crosse (Lacrosse)                           | Crosse (Lacrosse) |
| Natation/Plongeon                           | Natation/Plongeon |
| Tennis                                      | Tennis            |
| Lutte 5                                     |                   |
| Squash 6                                    |                   |
| Tir 8                                       | Tir 8             |
| Voile 7                                     | Voile 7           |
| Water-polo 4                                | Volleyball        |
| † – Athlétisme en salle et/ou en plein air. |                   |

Ces sports dépendent de la NCAA et de la Patriot League, à l'exception des sports suivants :
- 1 : l'aviron masculin est membre de l'Intercollegiate Rowing Association (en) hors NCAA ;
- 2 : le football américain est membre de l'American Conference de la NCAA Division I FBS ;
- 3 : la gymnastique masculine est membre de la Eastern Intercollegiate Gymnastics League (en) de la NCAA ;
- 4 : le water-polo masculin est membre de la Collegiate Water Polo Association (en) de la NCAA;
- 5 : la lutte masculine est membre de la Eastern Intercollegiate Wrestling Association (en) de la NCAA.
- 6 : le squash masculin est membre de la College Squash Association hors NCAA ;
- 7 : la voile est membre de l'Intercollegiate Sailing Association (en) hors NCAA ;
- 8 : le tir est membre de la Great America Rifle Conference (en) de la NCAA.

## Football américain

### Descriptif en fin de saison 2023
- Couleurs :   (bleu marine et or)

- Dirigeants :
  - Directeur sportif : Chet Gladchuk Jr. (en)
  - Entraîneur principal : Brian Newberry (en), 1re saison, bilan : 5 - 6  (45,5 %)

- Stade
  - Nom : Navy–Marine Corps Memorial Stadium
  - Capacité : 34 000
  - Surface de jeu : pelouse artificielle (Fieldturf)
  - Lieu : Annapolis, Maryland

- Conférence :
  - Actuelle : The American, Division Ouest (West)
  - Ancienne : Indépendants (1879–2014)

- Internet :
  - Nom site Web : NavuSports.com
  - URL : https://navysports.com/sports/football

- Bilan des matchs :
  - Victoires : 738 (55 %)
  - Défaites : 599
  - Nuls : 57

- Bilan des Bowls :
  - Victoires : 12 (52,1 %)
  - Défaites : 11
  - Nuls : 1

- College Football Playoff : -

- Titres :
  - Titres nationaux : 1(1926)
  - Titres de conférence : 0

Logo avec la mascotte,

  - Titres de division ouest de l'ACC : 3

- Joueurs :
  - Vainqueurs du Trophée Heisman : 2
  - Sélectionnés All-American : 24

- Hymne : Anchors Aweigh!
- Mascotte : Bill the Goat (en)
- Fanfare : United States Naval Academy Drum and Bugle Corps

- Rivalités :
  - Black Knights de l'Army
  - Falcons de l'Air Force
  - Fighting Irish de Notre Dame
  - Terrapins du Maryland
  - Scarlet Knights de Rutgers
  - Mustangs de SMU
  - Panthers de Pittsburgh

### Histoire
Le premier match de football américain joué par la Navy a lieu en 1879. Cette saison inaugurale est jouée sans entraîneur et se limite à un seul match s'étant terminé sur un score nul de 0 à 0 contre le Baltimore Athletic Club. Le match avait été disputé sur une prairie appartenant du superintendant à Annapolis dans le Maryland. L'amiral Hugh Rodman, commandant en chef de la Flotte du Pacifique de 1919 à 1923, faisait partie de cette première équipe.
Le second match a lieu en 1882. Entraînée par Vaulx Carter, l'équipe remporte son premier match, le seul de la saison 1882, face au Clifton Athletic Club  représentant l'Université Johns-Hopkins. L'équipe considérée, comme équipe indépendante universitaire, joue ensuite jusqu'en 1891 sans entraîneur.
L'équipe remporte ses premiers grands succès nationaux dans les années 1920 d'abord sous la direction de Bob Folwell. Elle participe au Rose Bowl de 1924 joué contre les Huskies de Washington. Le match se solde par un nul sur le score de 14 à 14. Dirigée par Bill Ingram, l'équipe termine la saison 1926 avec 9 victoires, 0 défaites et 1 match nul. Elle décroche ainsi le titre de champion national à égalité avec les Cardinal de Stanford et les Crimson Tide de l'Alabama.
Les Midshipmen sont classés 10e du Top 25 établi par l'Associated Press au terme de la saison 1941 (7 victoires,1 défaite,1 nul). Elle atteint la 2e place en 1945, ce qui constitue le meilleur classement de son histoire.
Les Midshipmen remportent de nouveaux succès dans les années 1950 sous la direction d'Eddie Erdelatz (en) en remportant le Sugar Bowl 1955 face aux Rebels d'Ole Miss et le Cotton Bowl Classic 1958 face aux Owls de Rice. Début des années 1960, sous la direction de Wayne Harding, ils participent et perdent l'Orange Bowl 1961 et le Cotton Bowl  Classic 1964.
Malgré quelques saisons avec un bilan positif en fin de saison et quelques participations à des bowls, la Navy ne figure plus parmi les équipes les plus compétitives lors des dernières décennies du XXe siècle. Au début des années 2000, elle renoue régulièrement avec le succès, d'abord sous la direction de Paul Johnson et ensuite grâce à son actuel entraîneur, Ken Niumatalolo. Elle se qualifie pour 15 bowls en 17 saisons, de 2003 à 2010, de 2011 à 2017 et en 2019. C'est durant cette période qu'elle prend l'ascendant sur sa rivale de l'Army puisqu'elle remporte 14 matchs consécutifs (2002 à 2015).
Elle intègre la Division Est de l'American Conference en 2015 et y réalise la meilleure saison de son histoire en 2015 avec 11 victoires pour une deux défaites, remportant son match face à l'Army et le Military Bowl 2015 joué contre Pittsburgh. Elle réitère cette performance au terme de la saison 2019 (11 victoires, 2 défaites) et remporte le Liberty Bowl 2019 joué face aux Wildcats de Kansas State.

### Palmarès

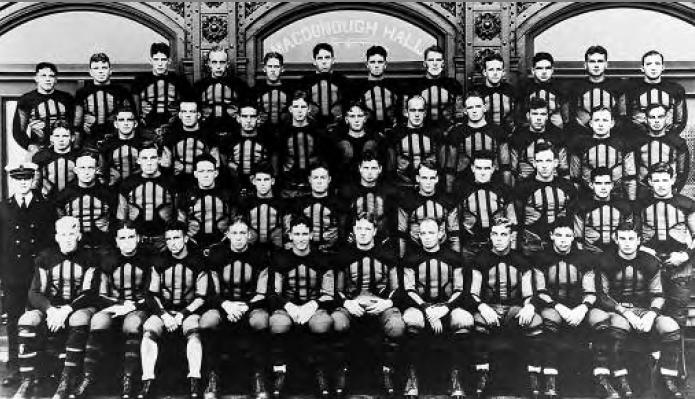
Les Midshipmen, champions nationaux en 1926.

- Champion national

| Saison | Entraîneur       | Agences de sondage            | Bilan |
| ------ | ---------------- | ----------------------------- | ----- |
| 1926   | Bill Ingram (en) | Boand System, Houlgate System | 9-0-1 |
Le titre de 1926 a officiellement été attribué à trois équipes : la Navy, le Crimson Tide de l'Alabama et le Cardinal de Stanford.
Ces équipes avaient terminé la saison régulière invaincues avec des bilans respectifs de 9-0-1, 9-0-0 et 10-0-0. La Navy n'est cependant pas désignée pour disputer la finale nationale. qui a lieu. À la suite du nul enregistré lors du Rose Bowl 1927 entre Alabama et Stanford, Alabama termine la saison avec un bilan de 10-0-1, tandis que Stanford et la Navy terminent avec un bilan de 9-0-1. Le nul en saison régulière de la Navy avait été concédé contre l'Army à l'occasion de leur dernier match de saison régulière joué devant plus de 110 000 personnes.
Bien que la plupart des agences de sondage aient désigné Alabama et Stanford champions nationaux à égalité, le titre national est néanmoins décerné à la Navy par les sociétés de sondage William Boand (en) et Deke Houlgate Pole Systems .
- Champions de division

Depuis qu'elle a intégré la Division Ouest de l'ACC en 2015, la Navy a remporté le titre de sa division à 3 reprises dont deux à égalité (†)
| Saison | Conférence | Division | Entraîneur           | Adversaire                                                          | Résultat de la finale de conférence                                 |
| ------ | ---------- | -------- | -------------------- | ------------------------------------------------------------------- | ------------------------------------------------------------------- |
| 2015†  | AAC        | West     | Ken Niumatalolo (en) | Selon les critères de départage, c'est Houston qui a joué la finale | Selon les critères de départage, c'est Houston qui a joué la finale |
| 2016   | AAC        | West     | Ken Niumatalolo (en) | Owls de Temple                                                      | P, 10–34                                                            |
| 2019†  | AAC        | West     | Ken Niumatalolo (en) | Selon les critères de départage, c'est Memphis qui a joué la finale | Selon les critères de départage, c'est Memphis qui a joué la finale |
- Commander in Chief's Trophy

La Navy a remporté 17 fois le trophée (statistiques en fin de saison 2024)
| Équipe          | Nb. | Saisons |
| --------------- | --- | --- |
| Air Force       | 21  | 1982, 1983, 1985, 1987, 1989, 1990, 1991, 1992, 1994, 1995, 1997, 1998, 1999, 2000, 2001, 2002, 2010, 2011, 2014, 2016, 2022 |
| Army            | 10  | 1972, 1977, 1984, 1986, 1988, 1996, 2017, 2018, 2020, 2023                                                                   |
| Navy            | 17  | 1973, 1975, 1978, 1979, 1981, 2003, 2004, 2005, 2006, 2007, 2008, 2009, 2012, 2013, 2015, 2019, 2024                         |
| Trophée partagé | 5   | 1974, 1976, 1980, 1993, 2021                                                                                                 |

### Bowls
Les Midshipmen ont disputé 22 bowls pour 10 victoires, 11 défaites et un nul.
| Saison | Entraîneur              | Bowl                         | Adversaire                       | Résultat |
| ------ | ----------------------- | ---------------------------- | -------------------------------- | -------- |
| 1923   | Bob Folwell (en)        | Rose Bowl 1924               | Huskies de Washington            | N, 14–14 |
| 1954   | Eddie Erdelatz (en)     | Sugar Bowl 1955              | Rebels d'Ole Miss                | G, 21–0  |
| 1957   | Eddie Erdelatz (en)     | Cotton Bowl 1958             | Owls de Rice                     | G, 20–7  |
| 1960   | Wayne Hardin (en)       | Orange Bowl 1961             | Tigers du Missouri               | P, 14–24 |
| 1963   | Wayne Hardin (en)       | Cotton Bowl 1964             | Longhorns du Texas               | P, 6–28  |
| 1978   | George Welsh (en)       | Holiday Bowl 1978            | Cougars de BYU                   | G, 23–16 |
| 1980   | George Welsh (en)       | Garden State Bowl 1980       | Cougars de Houston               | P 0–35   |
| 1981   | George Welsh (en)       | Liberty Bowl 1981            | Buckeyes d'Ohio State            | P, 28–31 |
| 1996   | Charlie Weatherbie (en) | Aloha Bowl 1996              | Golden Bears de la Californie    | G, 43–38 |
| 2003   | Paul Johnson (en)       | Houston Bowl 2003            | Red Raiders de Texas Tech        | P, 14–38 |
| 2004   | Paul Johnson (en)       | Emerald Bowl 2004            | Lobos du Nouveau-Mexique         | G 34–19  |
| 2005   | Paul Johnson (en)       | Poinsettia Bowl 2005         | Rams de Colorado State           | G 51–30  |
| 2006   | Paul Johnson (en)       | Meineke Car Care Bowl 2006   | Eagles de Boston College         | P 24–25  |
| 2007   | Ken Niumatalolo (en)    | Poinsettia Bowl 2007         | Utes de l'Utah                   | P 32–35  |
| 2008   | Ken Niumatalolo (en)    | EagleBank Bowl 2008          | Demon Deacons de Wake Forest     | P, 19–29 |
| 2009   | Ken Niumatalolo (en)    | Texas Bowl 2009              | Tigers du Missouri               | G, 35–13 |
| 2010   | Ken Niumatalolo (en)    | Poinsettia Bowl 2010         | Aztecs de San Diego State        | P, 14–35 |
| 2012   | Ken Niumatalolo (en)    | Kraft Fight Hunger Bowl 2012 | Sun Devils d'Arizona State       | P, 28–62 |
| 2013   | Ken Niumatalolo (en)    | Armed Forces Bowl 2013       | Blue Raiders de Middle Tennessee | G, 24–6  |
| 2014   | Ken Niumatalolo (en)    | Poinsettia Bowl 2014         | Aztecs de San Diego State        | G, 17–16 |
| 2015   | Ken Niumatalolo (en)    | Military Bowl 2015           | Panthers de Pittsburgh           | G, 44–28 |
| 2016   | Ken Niumatalolo (en)    | Armed Forces Bowl 2016       | Bulldogs de Louisiana Tech       | P, 45–48 |
| 2017   | Ken Niumatalolo (en)    | Military Bowl 2017           | Cavaliers de la Virginie         | G, 49–7  |
| 2019   | Ken Niumatalolo (en)    | Liberty Bowl 2019            | Wildcats de Kansas State         | G, 20–17 |

### Entraîneurs
| N° | Nom (Alma mater)                | Saisons | Nb.                  | Nb. | V.  | D. | N. | %     |
| -- | ------------------------------- | ------- | -------------------- | --- | --- | -- | -- | ----- |
| 01 | Vaulx Carter (USNA)             | 1       | 1882                 | 01  | 01  | 0  | 0  | 100,0 |
| 02 | Ben Crosby (Yale)               | 1       | 1892                 | 07  | 05  | 02 | 0  | 71,4  |
| 03 | Josh Hartwell (Yale)            | 1       | 1893                 | 08  | 05  | 03 | 0  | 62,5  |
| 04 | Bill Wurtenburg (Yale)          | 1       | 1894                 | 07  | 04  | 01 | 2  | 71,4  |
| 05 | Matt McClung (Lehigh)           | 1       | 1895                 | 07  | 05  | 02 | 0  | 71,4  |
| 06 | Johnny Poe (Princeton)          | 1       | 1896                 | 08  | 05  | 03 | 0  | 62,5  |
| 07 | Bill Armstrong (Yale)           | 3       | 1897–1899            | 025 | 19  | 05 | 1  | 78,0  |
| 08 | Garrett Cochran (Princeton)     | 1       | 1900                 | 09  | 06  | 03 | 0  | 66,7  |
| 09 | Art Hillebrand (Princeton)      | 2       | 1901–1902            | 021 | 08  | 11 | 2  | 42,9  |
| 10 | Burr Chamberlain (Yale)         | 1       | 1903                 | 012 | 04  | 07 | 1  | 37,5  |
| 11 | Paul Dashiell (Lehigh)          | 3       | 1904                 | 034 | 25  | 05 | 4  | 79,4  |
| 12 | Joe Reeves (USNA)               | 1       | 1907                 | 012 | 09  | 02 | 1  | 74,1  |
| 13 | Frank Berrien (USNA)            | 3       | 1908–1910            | 029 | 21  | 05 | 3  | 77,6  |
| 14 | Doug Howard (USNA)              | 4       | 1911–1914            | 036 | 25  | 07 | 4  | 75,0  |
| 15 | Jonas H. Ingram (USNA)          | 2       | 1915–1916            | 019 | 09  | 08 | 2  | 52,6  |
| 16 | Gil Dobie (Minnesota)           | 3       | 1917–1919            | 020 | 17  | 03 | 0  | 85,0  |
| 17 | Bob Folwell (Penn)              | 5       | 1920–1924            | 038 | 24  | 12 | 02 | 65,8  |
| 18 | Jack Owsley (Yale)              | 1       | 1925                 | 08  | 05  | 02 | 1  | 68,8  |
| 19 | Bill Ingram (USNA)              | 5       | 1926–1930            | 049 | 32  | 13 | 4  | 69,4  |
| 20 | Edgar Miller (Notre Dame)       | 3       | 1931–1933            | 029 | 12  | 15 | 2  | 44,8  |
| 21 | Tom Hamilton (USNA)             | 5       | 1934–1936, 1946–1947 | 045 | 21  | 23 | 1  | 47,8  |
| 22 | Hank Hardwick (USNA)            | 2       | 1937–1938            | 018 | 08  | 07 | 3  | 52,8  |
| 23 | Swede Larson (USNA)             | 3       | 1939–1941            | 027 | 16  | 08 | 3  | 64,8  |
| 24 | Billick Whelchel (USNA)         | 2       | 1942–1943            | 018 | 13  | 05 | 0  | 72,2  |
| 25 | Oscar Hagberg (USNA)            | 2       | 1944–1945            | 018 | 13  | 04 | 1  | 75,0  |
| 26 | George Sauer (Nebraska)         | 2       | 1948–1949            | 018 | 03  | 13 | 2  | 22,2  |
| 27 | Eddie Erdelatz (St. Mary's)     | 9       | 1950–1958            | 084 | 50  | 26 | 8  | 64,3  |
| 28 | Wayne Hardin (Coll. of Pacific) | 6       | 1959–1964            | 062 | 38  | 22 | 2  | 62,9  |
| 29 | Bill Elias (Maryland)           | 4       | 1965–1968            | 040 | 15  | 22 | 3  | 41,3  |
| 30 | Rick Forzano (Kent State)       | 4       | 1969–1972            | 043 | 10  | 33 | 0  | 23,3  |
| 31 | George Welsh (USNA)             | 9       | 1973–1981            | 102 | 55  | 46 | 1  | 54,4  |
| 32 | Gary Tranquill (Wittenberg)     | 5       | 1982–1986            | 055 | 20  | 34 | 1  | 37,3  |
| 33 | Elliot Uzelac (W. Michigan)     | 3       | 1987–1989            | 033 | 08  | 25 | 0  | 24,2  |
| 34 | George Chaump (Bloomsburg)      | 5       | 1990–1994            | 055 | 14  | 41 | 0  | 25,5  |
| 35 | Charlie Weatherbie (Okla. St.)  | 7       | 1995–2001            | 075 | 30  | 45 | 0  | 40,0  |
| 36 | Rick Lantz (Central Conn. St.)  | <1      | 2001                 | 03  | 0   | 03 | 0  | 0,00  |
| 37 | Paul Johnson (W. Carolina)      | 6       | 2002–2007            | 074 | 45  | 29 | 0  | 60,8  |
| 38 | Ken Niumatalolo (Hawaï)         | 13      | 2007–2022            | 192 | 109 | 83 | 0  | 56,6  |
| 39 | Brian Newberry (Baylor)         | 1       | depuis 2023          | 011 | 05  | 06 | 0  | 45,5  |

### Numéros retirés
| N° | Nom                    | Poste        | Saisons   | Date du retrait | Référence |
| -- | ---------------------- | ------------ | --------- | --------------- | --------- |
| 12 | Roger Staubach         | Quarterback  | 1961–1963 | 1965            | [ 6 ]     |
| 19 | Keenan Reynolds (en)   | Quarterback  | 2012–2015 | 2016            | [ 6 ]     |
| 27 | Joe Bellino (en)       | Halfback     | 1958–1960 | 1960            | ,         |
| 30 | Napoleon McCallum (en) | Running back | 1981–1985 | 2002            | ,         |

### Récompenses individuelles
Le lien suivant permet de consulter les meilleures statistiques individuelles de l'histoire des Midshipmen (en).
| Nom              | Saison |
| ---------------- | ------ |
| Joe Bellino (en) | 1960   |
| Roger Staubach   | 1963   |

| Nom                 | Saison |
| ------------------- | ------ |
| Ronald Beagle (en)  | 1954   |
| Bob Reifsnyder (en) | 1957   |
| Joe Bellino (en)    | 1960   |
| Roger Staubach      | 1963   |

### Midshipmen au College Football Hall of Fame
19 joueurs et 4 entraîneurs de la Navy ont été intronisés au College Football Hall of Fame :
| Nom                    | Poste                              | Saisons         | Date d'intronisation | Autre équipe               |
| ---------------------- | ---------------------------------- | --------------- | -------------------- | -------------------------- |
| Ron Beagle (en)        | Tight end                          | 1953–1955       | 1986                 |                            |
| Joe Bellino (en)       | Running back                       | 1958–1960       | 1977                 |                            |
| Buzz Borries (en)      | Halfback                           | 1932–1934       | 1960                 |                            |
| George Brown           | Offensive guard                    | 1942–1943, 1947 | 1985                 | Aztecs de San Diego State  |
| John Brown (en)        | Offensive guard / Offensive tackle | 1910–1913       | 1951                 |                            |
| Slade Cutter (en)      | Offensive tackle                   | 1932–1934       | 1967                 |                            |
| John Dalton (en)       | Halfback                           | 1908–1911       | 1970                 |                            |
| Dick Duden (en)        | Tight end                          | 1943–1945       | 2001                 |                            |
| Steve Eisenhauer (en)  | Offensive tackle / Offensive guard | 1951–1953       | 1994                 |                            |
| Tom Hamilton (en)      | Halfback                           | 1924–1926       | 1965                 |                            |
| Jonas H. Ingram        | Fullback                           | 1904, 1906      | 1968                 |                            |
| Napoleon McCallum (en) | Running back                       | 1981–1985       | 2002                 |                            |
| Skip Minisi (en)       | Halfback                           | 1944–1947       | 1985                 | Quakers de la Pennsylvanie |
| Chet Moeller (en)      | Safety                             | 1973–1975       | 2010                 |                            |
| Bob Reifsnyder (en)    | Offensive tackle                   | 1956–1958       | 1997                 |                            |
| Clyde Scott            | Halfback                           | 1944–1948       | 1971                 | Razorbacks de l'Arkansas   |
| Dick Scott (en)        | Centre                             | 1945–1947       | 1987                 |                            |
| Roger Staubach         | Quarterback                        | 1962–1964       | 1981                 |                            |
| Don Whitmire (en)      | Offensive tackle                   | 1941–1944       | 1956                 | Crimson Tide de l'Alabama  |
| Frank Wickhorst (en)   | Offensive tackle                   | 1924–1926       | 1970                 |                            |
| Gil Dobie (en)         | Entraîneur                         | 1917–1919       | 1951                 |                            |
| Bill Ingram (en)       | Entraîneur                         | 1926–1930       | 1973                 |                            |
| George Welsh (en)      | Entraîneur                         | 1973–1981       | 2004                 |                            |
| Wayne Hardin (en)      | Entraîneur                         | 1959–1964       | 2013                 |                            |

### Rivalités
| Équipe rivale                | Nnom de la rivalité      | Trophée de la rivalité      | Bilan des Midshipmen | Bilan des Midshipmen | Bilan des Midshipmen | Bilan des Midshipmen | Bilan des Midshipmen | Premier match | Dernier match |
| ---------------------------- | ------------------------ | --------------------------- | -------------------- | -------------------- | -------------------- | -------------------- | -------------------- | ------------- | ------------- |
| Équipe rivale                | Nnom de la rivalité      | Trophée de la rivalité      | Nb.                  | V.                   | D.                   | N.                   | %                    | Premier match | Dernier match |
| Black Knights de l'Army      | Army-Navy Game           | Commander in Chief's Trophy | 125                  | 63                   | 55                   | 7                    | 50,0                 | 1890          | 2024          |
| Falcons de l'Air Force       | Air Force-Army game      | Commander in Chief's Trophy | 58                   | 23                   | 35                   | 0                    | 40,4                 | 1960          | 2024          |
| Fighting Irish de Notre Dame | Battle for the RP Trophy | Rip Miller Trophy           | 97                   | 13                   | 81                   | 1                    | 13,5                 | 1927          | 2024          |
| Terrapins du Maryland        | Crab Bowl Classic        | Crab Bowl Trophy            | 21                   | 14                   | 7                    | 0                    | 66,7                 | 1905          | 2010          |
| Mustangs de SMU              | Rivalité Navy-SMU        | -                           | 25                   | 13                   | 12                   | 0                    | 52,0                 | 1930          | 2023          |
| Scarlet Knights de Rutgers   | Rivalité Navy-Rutgers    | Gansz Trophy                | 25                   | 11                   | 13                   | 1                    | 44,0                 | 1891          | 2014          |
| Panthers de Pittsburgh       | Rivalité Navy-Pittsburgh | -                           | 40                   | 15                   | 22                   | 3                    | 37,5                 | 1912          | 2015          |

1. ↑  Les victoires de Notre Dame en 2012 et 2013 ont été annulées par le NCAA

#### Black Knights de l'Army

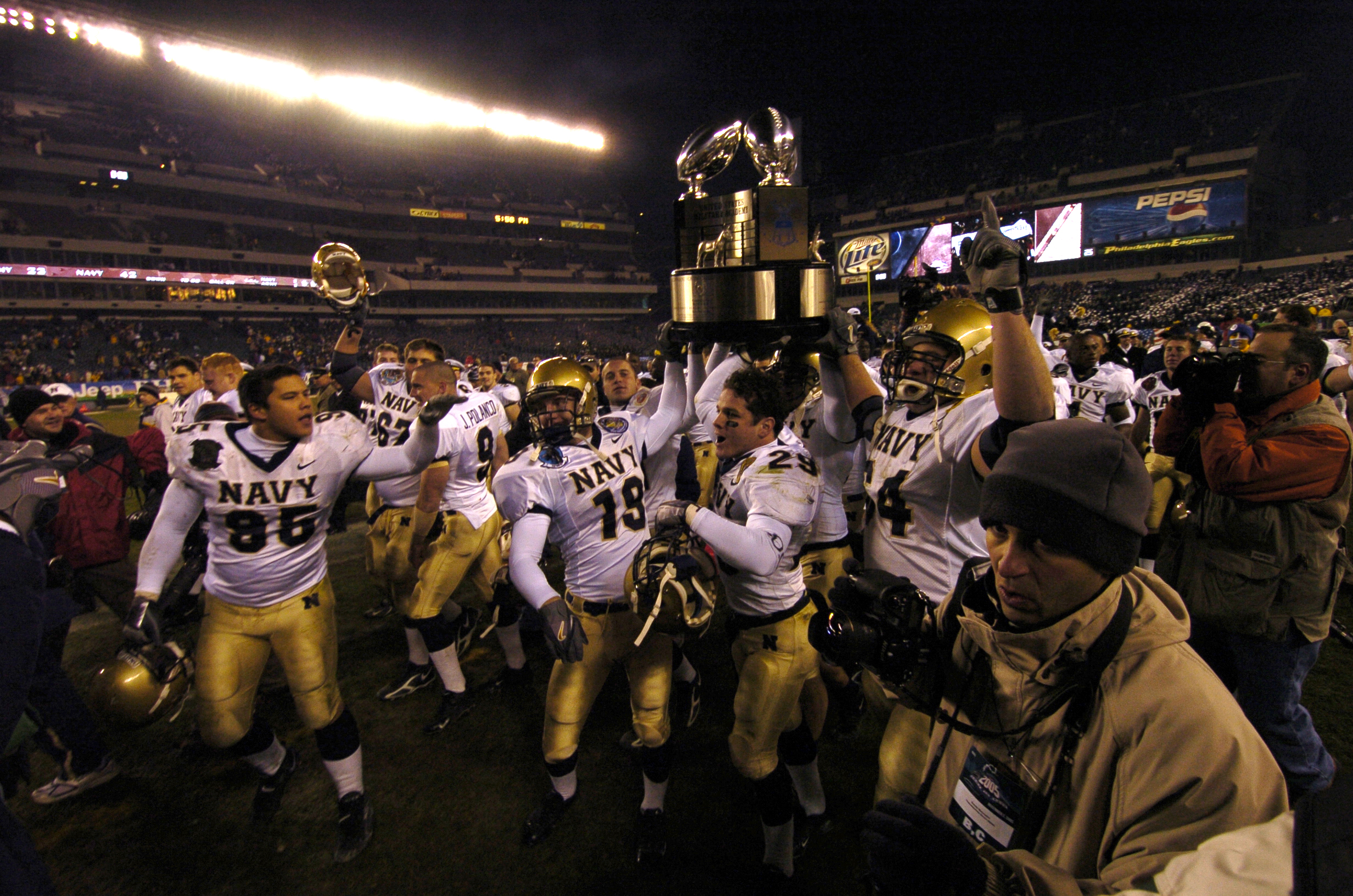
La Navy après sa victoire contre l'Army en 2005, soulevant le Commander in Chief's Trophy.

La rivalité avec l'Army dénommée Army-Navy Game, est une tradition historique qui remonte au premier match joué entre ces deux académies militaires rivales en 1890.
Ce match de rivalité est joué chaque année depuis 1930 et constitue une des plus importantes rivalités du sport universitaire américain.
Traditionnellement, le match est joué en toute fin de saison régulière, début décembre.
Le résultat du match de rivalité entre en compte pour le gain de  Commander in Chief's Trophy que convoitent l'Army, l'Air Force et la Navy.
La Navy possède la plus longue série de victoires consécutives avec 14 victoires de 2002 à 2015. La meilleure série de l'Army est limitée à 5 victoires consécutives (1927-1933, 1992-1996).
En fin de saison 2024, la Navy domine la série de 125 matchs, avec 63 victoires pour 55 défaites et 7 matchs nuls.

#### Falcons de l'Air Force
Le premier match de rivalité a lieu en 1960. Les équipes se rencontrent chaque année depuis la saison 1972.
En fin de saison 2024, l'Air Force avait remporté 34 des 57 matchs joués.

Le match de rivalité entre la Navy et l'Air Force est généralement programmé au début du mois d'octobre et entre en compte pour l'attribution du Commander in Chief's Trophy. 

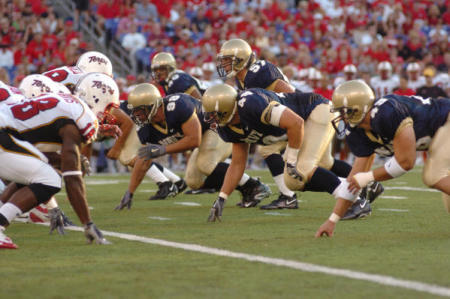
La Navy contre les Terrapins du Maryland en 2005.

#### Fighting Irish de Notre Dame
La Rivalité Navy-Notre Dame, surnommée Battle for the Rip Miller Trophy, a été jouée chaque année de 1927 à 2019, ce qui en fait la plus longue rivalité intersectionnelle ininterrompue[2], la troisième plus longue rivalité ininterrompue dans son ensemble, ainsi que la deuxième plus longue rivalité jamais interrompue du football américain universitaire de la NCAA Division I FBS. En raison de la pandémie de COVID-19, le match de 2020 a été annulé, mettant fin à ces longues séquences, même si ces deux programmes ont joué un calendrier de saison d'automne en 2020.
Après la rencontre de 2024, Notre Dame mène la série avec 81 victoires pour 13 à la Navy et 1 nul. Avant que la Navy ne remporte un match en triple prolongation 46 à 44 en 2007, Notre Dame avait une séquence de 43 victoires consécutives soit la plus longue séquence de victoires consécutives entre deux adversaires annuels de l'histoire du football américain de NCAA Division I FBS. La précédente victoire de la Navy remontait à 1963 (35-14), avec à sa tête le futur vainqueur du trophée Heisman et quarterback de la NFL Roger Staubach. La série de victoire de Notre Dame s'est terminée en 2007. Depuis lors, la Navy a gagné en 2007, 2009, 2010 et 2016, dernière victoire en date.
Depuis 2011, le trophée Rip Miller est remis au vainqueur du match. Il fait référence à Edgar "Rip" Miller (en), ayant joué à Notre Dame (1922-1924) avant d'entraîner (1931-1947) et devenir administrateur (1948–1974) à la Navy.

#### Terrapins du Maryland
Le match de rivalité avec les Terrapins du Maryland est dénommé le Crab Bowl Classic. Il s'agit d'une rivalité interne de l'État du Maryland qui n'est jouée que sporadiquement depuis 1905.
Le trophée dénommé Crab Bowl est remis au vainqueur depuis la saison 2010. Il est en étain et représente un grand bol débordant de crabes similaires aux crabes bleus de la baie de Cheasapeak. Le bol est fixé à un socle en acajou sur lequel sont gravés les résultats des matchs de la rivalité.
La Navy mène la série avec 14 victoires pour 7 défaites. Le dernier match a été joué en 2010. Le trophée a été remporté remporté par Maryland (17-14).

#### Mustangs de SMU
Le vainqueur du match de rivalité avec les Mustangs de SMU remporte le Gansz Trophy créé en 2009,. Le trophée fait référence au linebacker Frank Gansz (en) ayant joué pour la Navy de 1957 à 1959 et qui est devenu par la suite entraîneur des trois académies militaires, de SMU et dans des équipes professionnelles.
Les deux équipes se sont affrontées pour la première fois en 1930 mais les rencontres n'ont lieu que très épisodiquement. En fin de saison 2023, la Navy mène la série avec 13 victoires pour 12 défaites.

#### Scarlet Knights de Rutgers
La rivalité avec Rutgers est ancienne puisque le premier match remonte à 1891. C'est une rivalité historique qui oppose des universités pionnières du football américain, Rutgers étant avec l'Army et la Navy, l'une des 3 dernières équipes historiques du XIXe siècle (formant la Ivy League) à évoluer encore au plus haut niveau universitaire. Bien que le match soit régulièrement programmé chaque année depuis 1995, les deux équipes se sont affrontées à 25 reprises, la Navy menant 13 victoires pour 11 défaites et 1 match nul, le dernier match ayant eu lieu en 2014.

#### Panthers de Pittsburgh
La Navy et Pittsburgh ont récemment ressuscité leur rivalité laquelle avait commencé en 1912. Il y a eu 26 rencontres disputées sur 29 saisons (1961 à 1989). Le match a ensuite été rejoué en 2007, 2008 et 2009 ainsi qu'en 2013. Les équipes se sont ensuite uniquement rencontrées lors du Military Bowl 2015 (victoire de la Navy, 44–28) . C'est lors du match de rivalité joué à Annapolis le 23 octobre 1976 que le running back de Pittsburgh, Tony Dorsett, a battu le record NCAA de courses en carrière.

## Autre sports

### Basket-ball

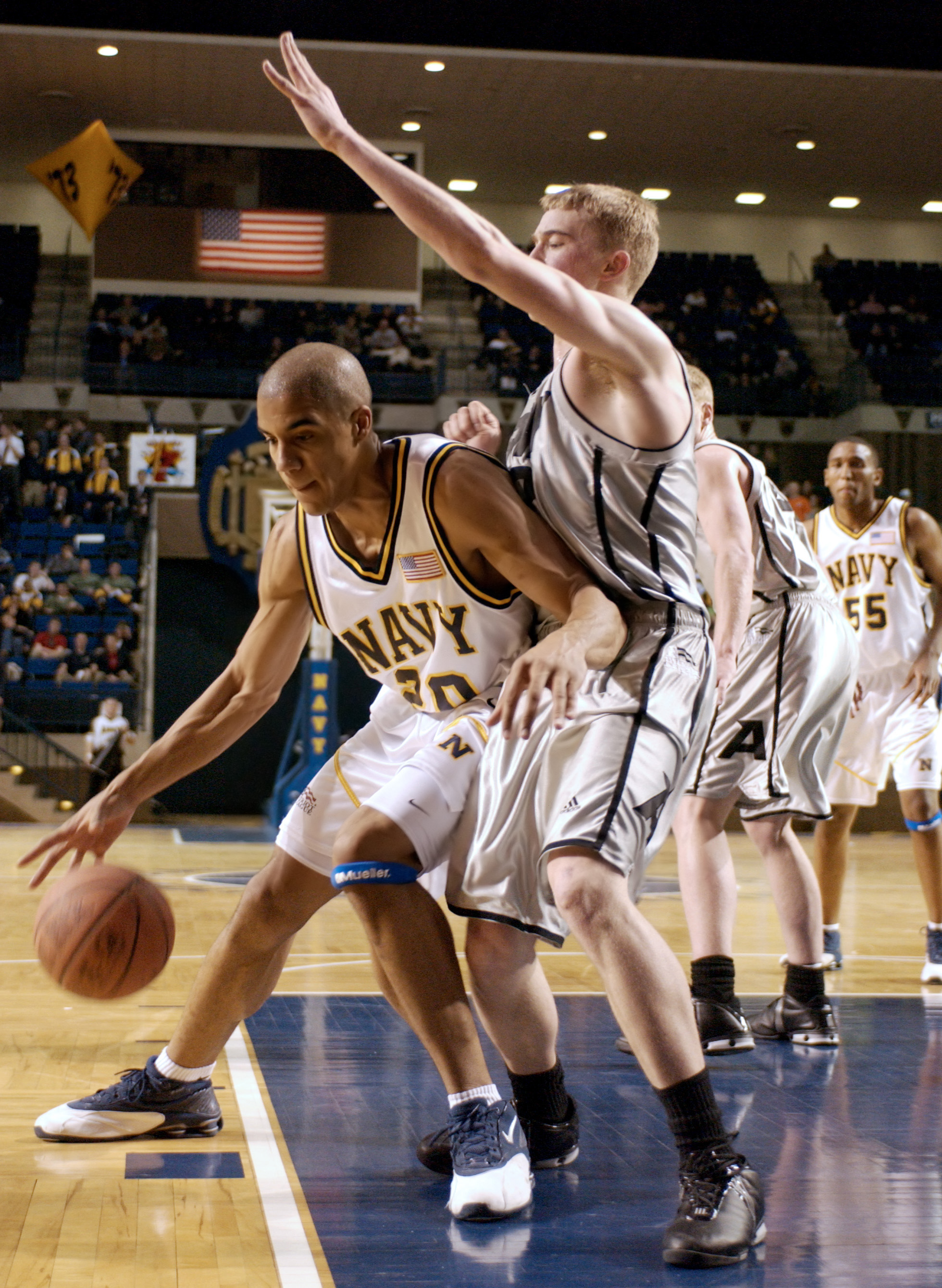
La rivalité avec l'Army est aussi présente en basket-ball.

L'équipe de basket-ball a été rétrospectivement considérée comme championne nationale pour les saisons 1912-13 et 1918-19.
Elle a en outre participé à 2 finales régionales de la NCAA sur 11 tournois joués en 1954 et 1986.
Elle au aussi remporté sa conférence à 6 reprises dont 3 fois la Patriot League (son actuelle conférence), en 1994, 1997 et 1998.
David Robinson, a joué pour la Navy et remporté un trophée en 1987.

### Palmarès
Les Mishipmen ont remporté officiellement 5 championnats nationaux de la NCAA :
- 3 en escrime : 1950, 1960, 1963 ;
- 1 en athlétisme en 1945 ;
- 1 en football (soccer) en 1964.

En plus de ces titres NCAA, 68 titres nationaux lui ont été attribués dont celui de football américain en 1926 mais aussi :
- 2 en natation : 1925 et 1926 ;
- 4 en boxe : 1926, 1926, 1928, 1931 ;
- 1 en gymnastique en 1925 ;
- 13 en tir à la carabine en 1921; 1924-26, 1930, 1931, 1934, 1935, 1937, 1939, 1948, 1967, 1969 ;
- 1 en football (soccer) en 1932 ;
- 14 en escrime : 1901, 1905, 1907, 1910, 1915-17, 1920-22, 1924, 1925, 1939, 1943 ;
- 17 en Lacrosse : 1928, 1929, 1938, 1943, 1945, 1946, 1949, 1954, 1960-67, 1970 ;
- 16 en aviron : 1921, 1922, 1925, 1931, 1938, 1947, 1952, 1960, 1963, 1965, 1982-84, 1990, 1993, 1995.